# Comuna Zavodske, Busk
Zavodske (în ucraineană Заводське) este o comună în raionul Busk, regiunea Liov, Ucraina, formată din satele Haiivske și Zavodske (reședința).

## Demografie
Componența lingvistică a comunei Zavodske
     Ucraineană (99,29%)
     Alte limbi (0,71%)
Conform recensământului din 2001, majoritatea populației comunei Zavodske era vorbitoare de ucraineană (99,29%), existând în minoritate și vorbitori de alte limbi.